# Krabi Krabong

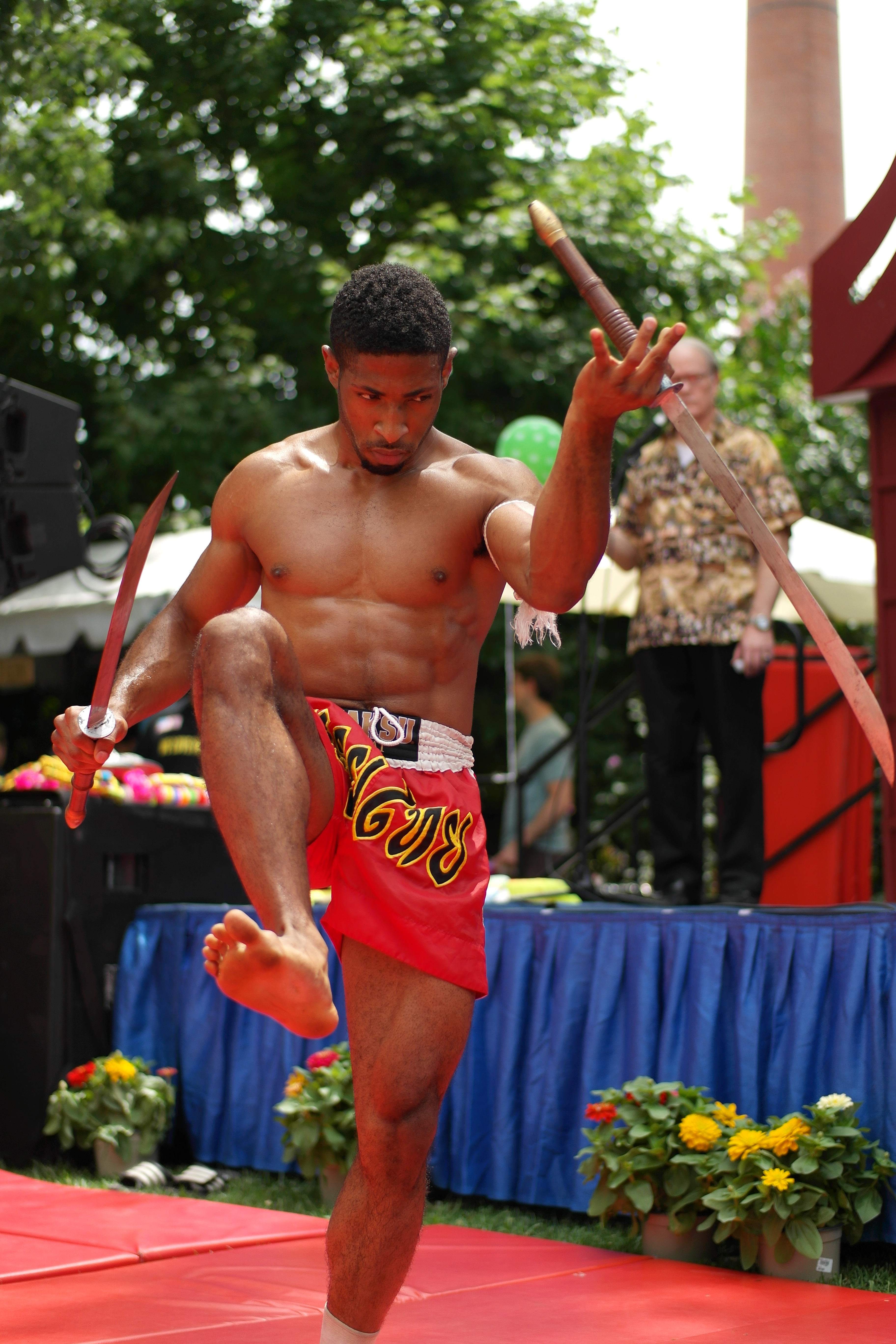
dab

Il Krabi Krabong (กระบี่กระบอง) che significa "armi corte/armi lunghe"  è l'antica arte marziale armata thailandese.
Questa arte affonda le sue radici nella storia della Thailandia, nelle sue guerre per difendersi dai popoli circostanti.
Vengono impiegate molti tipi di armi, fra i quali:
- il krabi, simile alla sciabola occidentale
- il dab, una spada ricurva simile a un machete, che può essere usata singola, accoppiata ad uno scudo o doppia
- lance
- alabarde
- bastoni.

## I maestri

### Khrù Thonglor Trairatana
Caposcuola e patriarca dello stile Sritrairat (สำนักดาบศรีไตรรัตน์), il Maestro Thonglor Trairatana (อาจารย์ทองหล่อ ไตรรัตน์), scomparso nel novembre 2007, insegnava anche ai reparti speciali della marina e ai cadetti della Scuola ufficiali di Polizia di Bangkok. Direttore tecnico della Nazionale thailandese di Scherma Internazionale, era una persona che consacrò tutta la sua esistenza allo studio delle arti marziali tradizionali del suo paese. Lo stile che insegnava è il più antico della Thailandia ed è uno stile familiare con finalità esclusivamente guerriere. Ciò non toglie che assistere alle tecniche di combattimento reale a mani nude o all'arma bianca non sia anche uno spettacolo magnifico da vedersi. Il Maestro Wa Hoen è stato senz'altro il più grande interprete al mondo di danze sacre Ram Awut. Questi due Maestri sono da considerarsi a tutti gli effetti i più grandi esperti al mondo di Krabi Krabong e il patrimonio delle loro conoscenze è davvero imponente.

### Pongsak Kongjeem
Pongsak Kongjeem (พงษ์ศักดิ์ คงแย้ม) è il maestro della scuola Satrinonthaburi (โรงเรียนสตรีนนทบุรี), la quale è vincitrice di molte competizioni del Krabi Krabong. È stato il rappresentante thailandese ai Campionati mondiali dimostrativi di Arti Marziali tenutisi in Corea, dove si è aggiudicato il secondo posto.